# Signatech

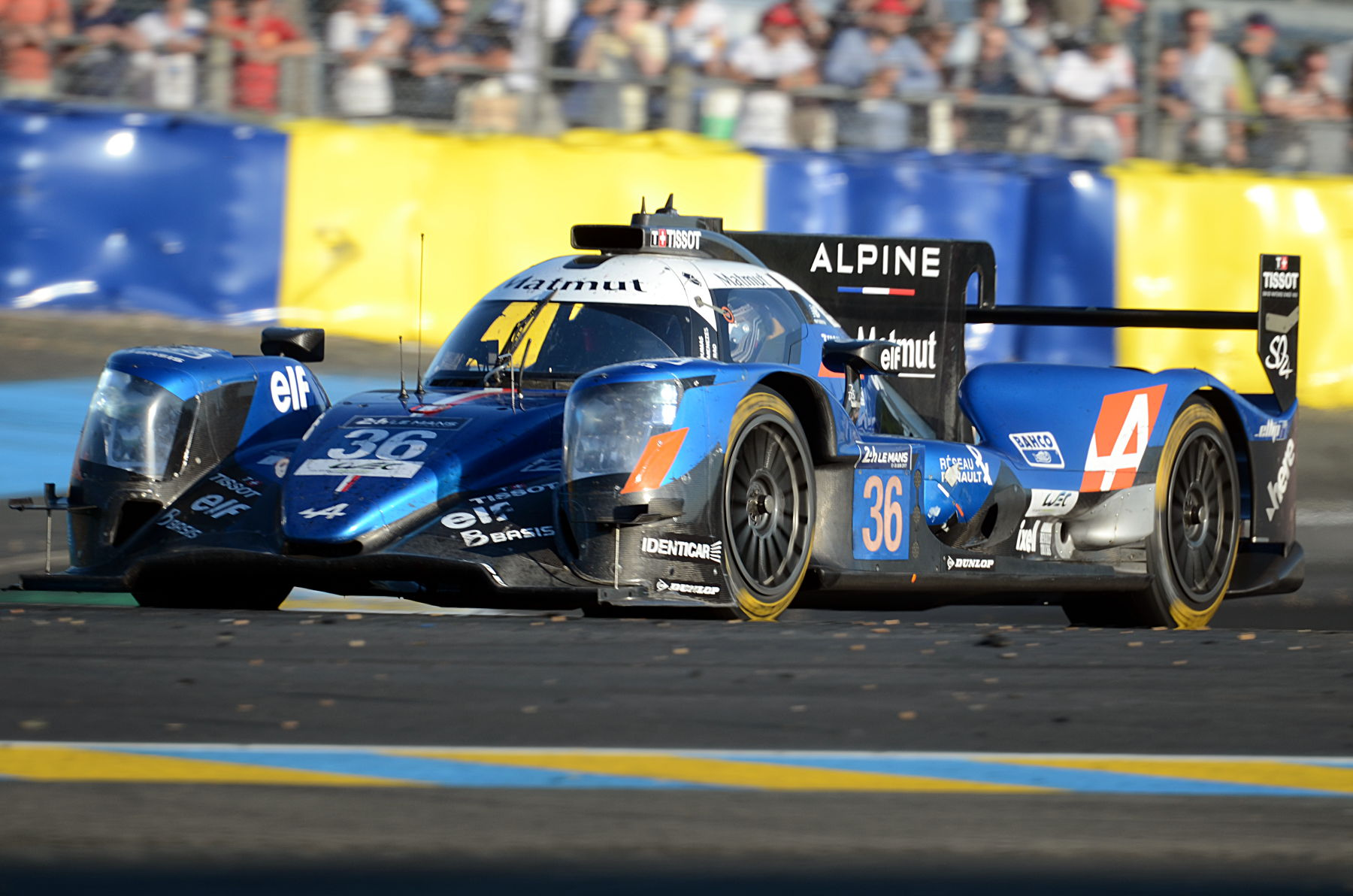
Alpine A470 de las 24 Horas de Le Mans 2017

Signatech, antes Signature Team, es una escudería de automovilismo francesa. Está asociada a Automobiles Alpine desde 2013 y compite bajo el nombre de Alpine Endurance Team en el Campeonato Mundial de Resistencia de la FIA en la clase Hypercar y, anteriormente, LMP2.

## Historia
Fue fundada en 1990, la escudería ganó la FIA de la Copa de Europa de F3 en 1999 con Benoît Treluyer. Luego ganó el Campeonato de Francia de Fórmula Tres en el año 2000 con Jonathan Cochet como conductor, que también ganó la Copa de Europa y Masters de Fórmula 3 de ese año, y ganó el Corea Super Prix para el equipo en 2001. En 2002 Renaud Derlot ganó la Copa de Europa de F3 para el equipo.
En 2003 la firma ganó el campeonato de escuderías en el primer Fórmula Renault V6 Eurocup, con Tristan Gommendy y Kosuke Matsuura como conductores. Pasaron de la extinta serie F3 Francesa a su sustitución, la Fórmula 3 Euroseries, con Nicolas Lapierre y Fabio Carbone completado un final de 1-2 para el equipo en el prestigioso Gran Premio de Macao. Edoardo Mortara y Jean-Karl Vernay repitieron esta hazaña en 2009. El equipo comenzó a competir en las Le Mans Series en 2009 en la categoría LMP1. La temporada 2010 fue un año excepcional para la firma en la F3 Euroseries con Edoardo Mortara y Marco Wittmann clasificados primero y segundo de la serie, ganando las ocho carreras entre ellos, y consiguiendo el campeonato de escuderías. A la temporada siguiente terminan el campeonato como segundos. En 2014, este equipo entregó chasis para la Fórmula 4 Sudamericana.
En 2020, Signatech regresó a la European Le Mans Series bajo el nombre de Richard Mille Racing Team. Anteriormente, el equipo planeaba tener una alineación completamente femenina de Tatiana Calderón, Katherine Legge y Sophia Flörsch, sin embargo, debido a la lesión de Legge, fue reemplazada por André Negrão para las dos primeras rondas. Beitske Visser se haría cargo del lugar de Legge por el resto de la temporada. El equipo luego se uniría a la clase LMP2 del Campeonato Mundial de Resistencia FIA 2021, con una alineación exclusivamente femenina de Calderón, Visser y Flörsch. 2022 fue su último año y compitieron a tiempo completo con Lilou Wadoux y Charles Milesi.

### Signatech y Alpine

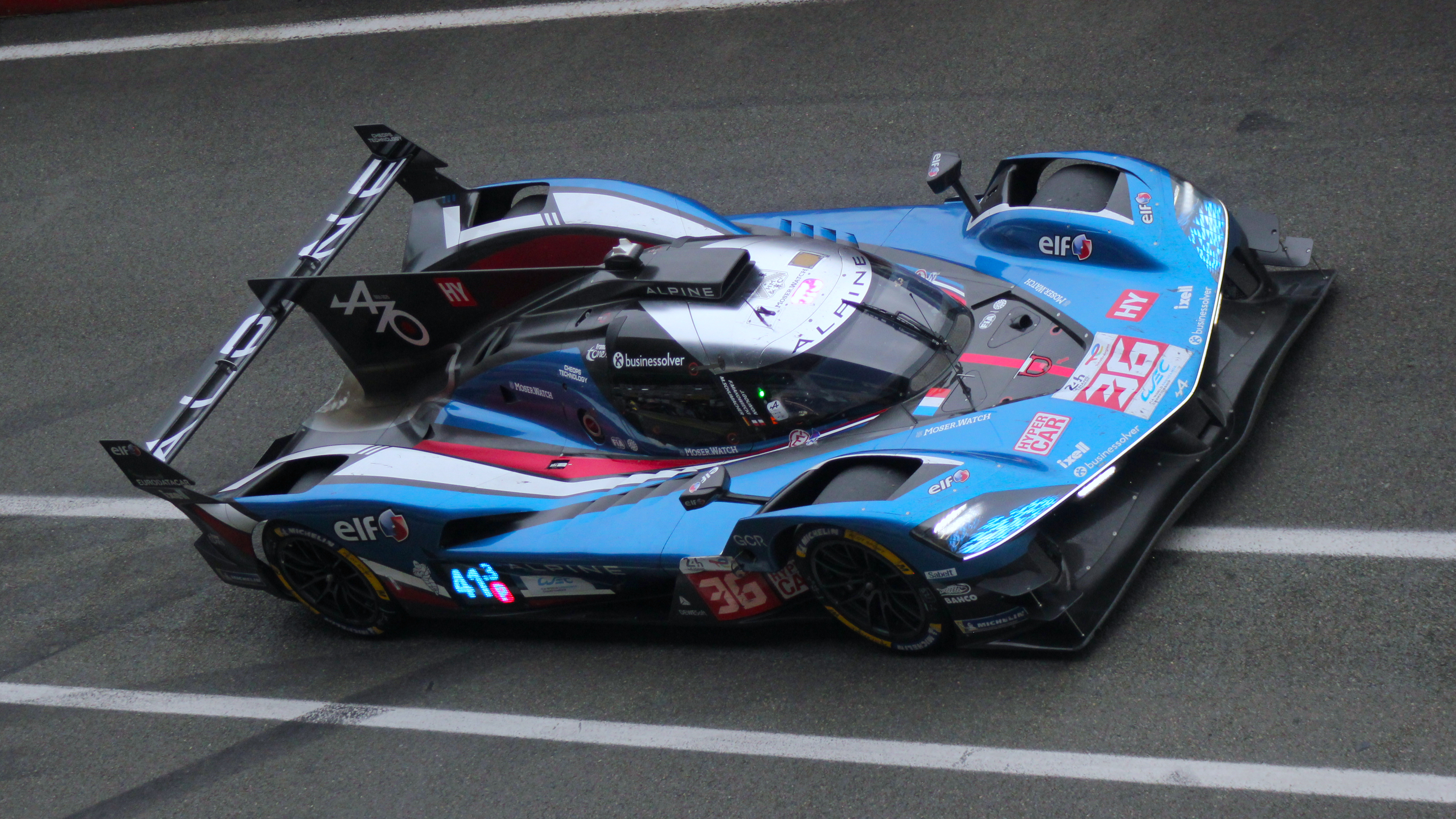
Alpine A424 en las 24 Horas de Le Mans 2025.

En 2013, Renault-Alpine se asoció con Signatech para utilizar un LMP2 en la European Le Mans Series con los pilotos franceses Pierre Ragues y Nelson Panciatici. Signatech ganó los campeonatos de Pilotos y Equipos LMP2. 
En 2015, Signatech, continuando su asociación con Renault-Alpine, regresó al Campeonato Mundial de Resistencia de la FIA, ganando la categoría del campeonato LMP2 en 2016 y 2018-19. En 2021, Signature y Alpine ingresaron a la nueva clase principal del WEC, la Le Mans Hypercar, con un prototipo llamado Alpine A480, que se creó sobre la base del Rebellion R13 LMP1.
En 2022, con André Negrão, Matthieu Vaxivière y Nicolas Lapierre, ganaron las 1000 Millas de Sebring y las 6 Horas de Monza y finalizaron segundos en el campeonato, a cinco puntos del Toyota campeón.
A la espera del nuevo Alpine A424, el primer Hypercar auténtico de la marca, en 2023 el equipo compitió en LMP2 sin grandes resultados. Al año siguiente, de nuevo en la clase mayor, compitieron con dos vehículos y contrataron a nuevos nombres como Ferdinand Habsburg o el ex Fórmula 1 Mick Schumacher. Terminaron con un doble abandono en Le Mans, pero consiguieron su primer podio poco después, en Fuji.